# Problemas ambientales en el Reino Unido

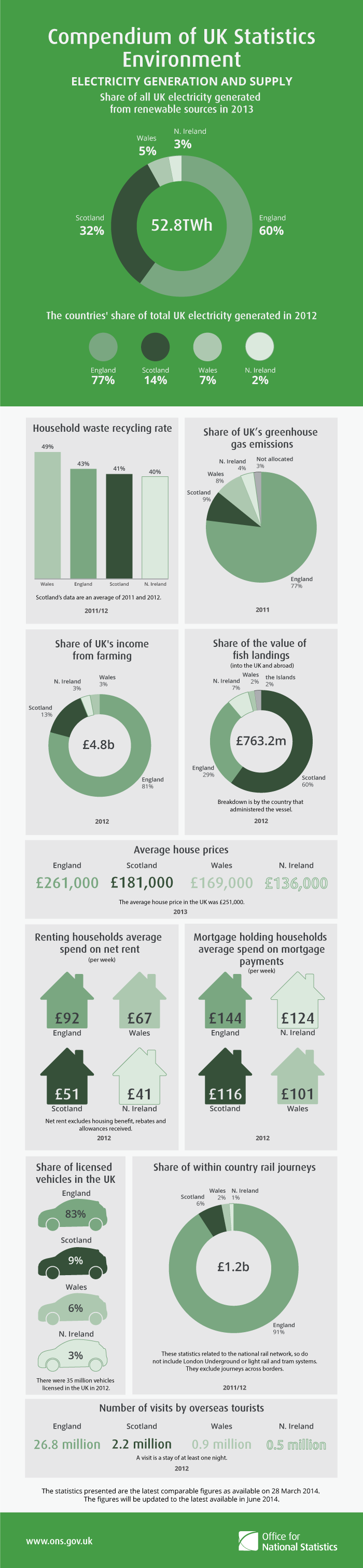
Compendio de Estadísticas sobre el Medio Ambiente en el Reino Unido.

El Reino Unido enfrenta diversos problemas ambientales actuales, entre los que se destacan la contaminacióny el deterioro ambiental.
En el año 2015, se informó que el estado medioambiental de Londres había empeorado significativamente durante la última década, tanto en áreas urbanas como rurales. Según el UK NEA, la contaminación del aire por pastoreo y las fuerzas del cambio climático han afectado notablemente las regiones montañosas del Reino Unido. Debido al cambio climático, el aumento de las temperaturas del agua marina y la explotación de recursos marinos han provocado una grave pérdida de calidad en los ecosistemas marinos del Reino Unido. La contaminación del aire, el cambio climático, la basura, los desechos y la contaminación del suelo son todos parte de las actividades humanas que generan estos problemas ambientales en el país.

## Cambio climático
Según caballero Stern de Brentford, las inundaciones y tormentas que azotaron el Reino Unido en 2014 fueron una clara señal del cambio climático.
En las aguas del Reino Unido, los cambios climáticos y oceánicos pueden afectar a las especies amenazadas e influir en la eficacia de las medidas destinadas a protegerlas. Las ciudades costeras, que constituyen la mayoría en el Reino Unido, enfrentan un gran desafío en términos de resiliencia al cambio climático.

## Contaminación

### Contaminación del aire
Algunos ejemplos de sustancias naturales que contribuyen a la contaminación del aire en el Reino Unido son el polvo y el polen, mientras que entre las sustancias artificiales se encuentran los gases provenientes de los tubos de escapes de automóviles y camiones. Además, la contaminación del aire es la causa del 10 % de todas las muertes en el Reino Unido. Las personas con enfermedades cardíacas y pulmonares son las más afectadas por la contaminación del aire, pero la exposición también se ha relacionado con accidentes cerebrovasculares, diabetes, obesidad y demencia. Diversos titulares han reportado que la contaminación del aire mata a 29 000 personas al año en el Reino Unido.

### Basura
La Marine Conservation Society (MCS) reveló que su informe anual sobre la basura en las playas ha mostrado una tendencia al crecimiento de la basura en las costas del Reino Unido en los últimos 20 años. Los resultados más recientes del evento Great British Beach Clean indican que los fragmentos de plástico son los objetos más frecuentemente encontrados en las playas del Reino Unido; además, el plástico representó más del 50 % de toda la basura registrada. Asimismo, la basura en los océanos del Reino Unido ha estado afectando gravemente la vida marina. El gobierno escocés ha reconocido la basura como un problema serio en sus océanos y ha iniciado un proceso para desarrollar estrategias que prevengan daños a la vida marina y al medio ambiente.

### Desechos
Actualmente, el Reino Unido envía a vertederos 27 000 000 de toneladas anuales de residuos sólidos municipales, de los cuales el 60 % resulta ser biodegradable.El reciclaje/reutilización, junto con el compostaje, se han convertido en los métodos dominantes de gestión de residuos en el Reino Unido, representando el 42,2 % del total de residuos sólidos municipales. En 2012, se compostaron o reciclaron 13,1 millones de toneladas de residuos sólidos municipales en el Reino Unido, lo que representó un aumento del 27,3 % desde 2002.

## Contaminación del suelo
La contaminación del suelo en el Reino Unido ha sido un problema persistente en algunas regiones y no es un fenómeno reciente. El registro de mercurio (Hg) en muestras de sedimentos tomadas en Diss Mere (Reino Unido), muestra que el suelo ha estado contaminado durante los últimos mil años, lo que incrementa el riesgo de que contaminantes potenciales ingresen a la atmósfera. La contaminación del suelo, al igual que la basura, es causada por la eliminación inadecuada de materiales de desecho. Además, se han reportado casos de contaminación multielemental de suelos y plantas en áreas de Inglaterra que anteriormente fueron conocidas como zonas mineras, lo que compromete la calidad del suelo.

## Bosques

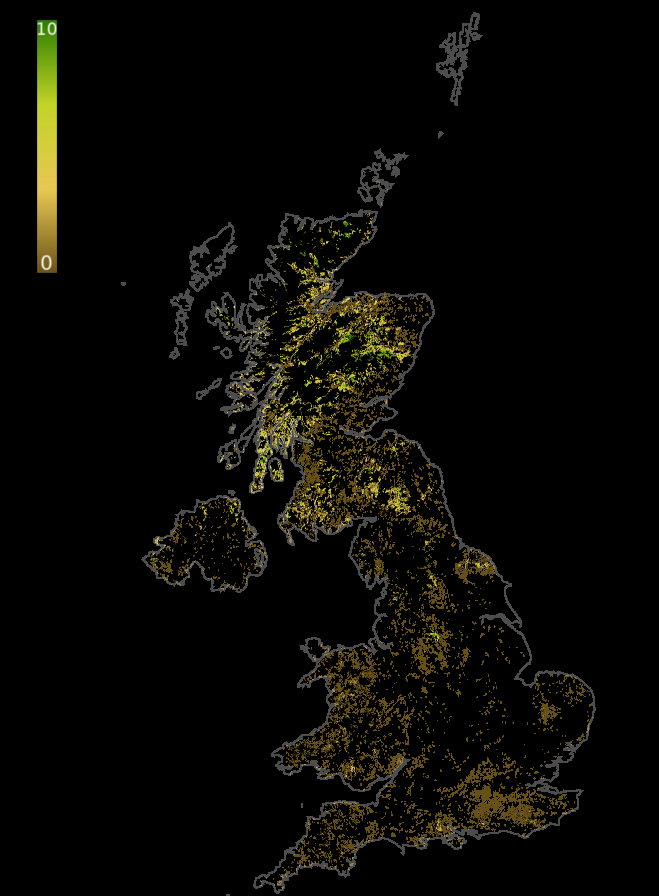
Mapa del Índice de Integridad del Paisaje Forestal del Reino Unido para 2019.

El Reino Unido obtuvo en 2018 una puntuación media de 1,65/10 en el Índice de Integridad del Paisaje Forestal, ubicándose en el puesto 161 a nivel mundial de un total de 172 países.

## Lecturas complementarias
- Agar, J. (25 de marzo de 2015). «'Future Forecast--Changeable and Probably Getting Worse': The UK Government's Early Response to Anthropogenic Climate Change». Twentieth Century British History (en inglés) 26 (4): 602-628. doi:10.1093/tcbh/hwv008.
- Blowers, Andrew (septiembre de 1987). «Transition or Transformation? – Environmental Policy Under Thatcher». Public Administration (en inglés) 65 (3): 277-294. doi:10.1111/j.1467-9299.1987.tb00662.x.
- Carter, Neil (30 de junio de 2016). «Party Politicization Of The Environment In Britain». Party Politics (en inglés) 12 (6): 747-767. doi:10.1177/1354068806068599.
- Clapp, B.W. (1994). An Environmental History of Britain since the Industrial Revolution (en inglés).
- Ditt, Karl; Rafferty, Jane (12 de septiembre de 2008). «Nature Conservation in England and Germany 1900–70: Forerunner of Environmental Protection?». Contemporary European History (en inglés) 5 (1): 1-28. doi:10.1017/S0960777300003623.
- Haq, Gary; Paul, Alistair (2011). Environmentalism since 1945 (en inglés). Londres.
- McCormick, John (1991). British Politics and the Environment (en inglés).
- Sheail, John (2002). An Environmental History of Twentieth-Century Britain (en inglés). Basingstoke.
- Sims, Paul David (2016), The development of environmental politics in inter-war and post-war Britain (en inglés), Universidad Queen Mary de Londres.
- Simmons, I.G. (2001). An Environmental History of Great Britain: From 10,000 Years Ago to the Present (en inglés). Edimburgo.
- Sutton, Philip W. (2000). Explaining Environmentalism: In Search of a New Social Movement (en inglés). Aldershot.